# Yangzhai (köpinghuvudort i Kina, Hubei Sheng)
Yangzhai är en köpinghuvudort i Kina. Den ligger i provinsen Hubei, i den centrala delen av landet, omkring 100 kilometer norr om provinshuvudstaden Wuhan. Antalet invånare är 36 701. Befolkningen består av 17 727 kvinnor och 18 974 män. Barn under 15 år utgör 14,0 %, vuxna 15-64 år 74 %, och äldre över 65 år 10,0 %.
Runt Yangzhai är det tätbefolkat, med 459 invånare per kvadratkilometer. Närmaste större samhälle är Guangshui, 14,2 km norr om Yangzhai. Trakten runt Yangzhai består till största delen av jordbruksmark.
Genomsnittlig årsnederbörd är 1 403 millimeter. Den regnigaste månaden är juli, med i genomsnitt 241 mm nederbörd, och den torraste är december, med 19 mm nederbörd.